# Championnat du Laos de football 2019
Navigation
Saison précédente Saison suivante
La saison 2019 du Championnat du Laos de football est la vingt-neuvième édition du championnat de première division au Laos. Cette édition regroupe six clubs au sein d'une poule unique, où ils s'affrontent à trois reprises. 
Le Lao Toyota FC est le tenant du titre. 

## Les clubs participants
- Lao Toyota FC
- Lao Police Football Club
- Young Elephant
- Master 7
- Lao Army
- EVO United

- Tous les clubs se trouvent à Vientiane et jouent leurs rencontres dans le Stade national du Laos.

### Classement
Le classement est établi sur le barème de points classique (victoire à 3 points, match nul à 1, défaite à 0). Pour départager les égalités, on tient d'abord compte des confrontations directes, de la différence de buts générale, puis du nombre de buts marqués.
| Rang | Équipe                    | Pts | J  | G  | N | P  | Bp | Bc | Diff |
| ---- | ------------------------- | --- | -- | -- | - | -- | -- | -- | ---- |
| 1    | Lao Toyota FCModèle:Coupe | 37  | 15 | 12 | 1 | 2  | 46 | 12 | +34  |
| 2    | Master 7                  | 29  | 15 | 9  | 2 | 4  | 37 | 26 | +11  |
| 3    | Young Elephant            | 28  | 15 | 8  | 4 | 3  | 35 | 12 | +23  |
| 4    | Lao Police Football Club  | 15  | 15 | 4  | 3 | 8  | 22 | 33 | -11  |
| 5    | Lao Army                  | 10  | 15 | 2  | 4 | 9  | 15 | 35 | -20  |
| 6    | EVO United                | 8   | 15 | 2  | 2 | 11 | 17 | 54 | -37  |

|  | Qualification pour la Coupe de l'AFC 2020                          |
|  | C : Vainqueur de la Coupe du Laos P : Club promu de First Division |

- Le champion Lao Toyota FC étant également vainqueur de la coupe du Laos, Master 7 est qualifié pour les play off de la Coupe de l'AFC.

## Bilan de la saison
| Championnat du Laos de football 2019 |                          |
| Champion                             | Lao Toyota FC (4e titre) |
| Coupes et trophées                   |                          |
| Vainqueur de la Coupe du Laos 2019   | Lao Toyota FC            |
| Qualifications continentales         |                          |
| Championnat du Mékong des clubs 2019 |                          |
| Coupe de l'AFC 2020                  | Lao Toyota FC            |
| Coupe de l'AFC 2020                  | Master 7                 |
| Promotions et relégations            |                          |
| Promus en Premier League             | Viengchanh               |
| Promus en Premier League             | Ezra FC                  |
| Relégués en First Division           | EVO United               |